# Canarische vink
De Canarische vink (Fringilla canariensis) is een zangvogel uit de familie van de vinkachtigen (Fringillidae). De vogelsoort is endemisch op de Canarische eilanden.

## Taxonomie
De vogel werd in 1817 door de Franse vogelkundige  Louis Pierre Vieillot geldig beschreven, maar door de gelijkenis in uiterlijke kenmerken daarna veelal gezien als ondersoort van de (gewone) vink (F. coelebs). Volgens in 2021 gepubliceerd onderzoek is de status van de verschillende Canarische vinken als soortgroep verdedigbaar.

## Kenmerken
De vogel is 14 tot 18 cm lang en lijkt op de gewone vink. Het mannetje heeft een blauwe kruin, nek en mantel en is blauw op de flanken. De vogel is dus niet egaal blauw als de blauwe vink van het eiland Tenerife want heeft net als de gewone vink een duidelijke lichte vleugelstreep. Het vrouwtje is van boven donker grijsbruin en van onder lichter grijs met een vleugelstreep.

## Verspreiding en leefgebied
Er worden vier ondersoorten onderscheiden:
- F.  c.  canariensis: La Gomera en Tenerife
- F.  c. bakeri: Gran Canaria
- F.  c. ombriosa: El Hierro
- F.  c. palmae: La Palma

Door BirdLife International worden de vogels als ondersoorten van de gewone vink beschouwd, daarom hebben zij geen eigen vermelding op de Rode Lijst van de IUCN.